# Албин Бруновски
Албин Бруновски (слч. Albín Brunovský; Зохор, 25. децембар 1935 — Братислава, 20. јануар 1997) је био словачки сликар и графичар, представник имагинативног реализма. Деловао је као педагог на Високој школи ликовних уметности у Братислави.

## Образовање и значај
Бруновски је студирао на Високој школи за ликовну уметност код Винсента Хложњика.
Спадао је у најзначајније словачке графичаре и илустратора из краја 20. века. У свом делу развија поетику имагинативног реализма и обележава своје дело понекад са иронијом. Ради сликарство на дрву минијатуристичком техником и често је употребљавао акватинту. Илустровао је књиге за одрасле и за децу.

## Биографија
Бруновски је био професор на Високој школи за ликовну уметност у Братислави где је водио катедру за примењену уметност и књижевну графику а од 1989. године је постао декан. 1990. године се повукао из академије и дио је уметнички активан.

## Карактеристика дела
Композициони елементи су изразита симетрија, уравнотеженост и хармоничко формирање елемената и осим присутности митолошких бића блиска античким филозофима и то га доводи у везу са антиком. Средњовековна уметност и симболика као и ренесанса су такође утицали на његово стварање. Најме виртуозност Албрехт Дирера, снага Микеланђела и сфумато Леонарда да Винчија као и апокалиптичне визије Хијеронимуса Боша. Помињање великана уметности су веродостојни доказ за вредновање стваралаштва Албина Бруновског. У његовим графикама осећају се реминисценције на уметност разних народа, различита друштвено политичка уређења, религиозна опредељења и разне филозофско идеолошке концепције.

## Дела
- Бруновски је израдио послење банкноте за Чехословачку
- Између 1964. и 1990. године израдио је предлоге 30 поштанских марака
- Од 1970. до смрти израдио је око 105 екслибриса

## Признања
- 1968. године је добио државну награду Клемента Готвалда
- 1985. године добио је Бруновски од државе признање и титулу националног уметника.